# Кузьмич, Антон Саввич
Антон Саввич Кузьмич (7 (20) декабря 1908 года — 24 октября 1989 года) — советский учёный, горный инженер, доктор технических наук, профессор, крупный организатор угольной промышленности СССР, Министр угольной промышленности Украинской ССР.

## Биография
Родился 7 (20) декабря 1908 года в селе Копаткевичи Минской губернии.
Брат — Иона Саввич Кузьмич (1897—1972) — советский хозяйственный и военный деятель, Краснознамёнец (1920).
В 1931 году окончил Московский горный институт имени И. В. Сталина (сегодня — Горный институт НИТУ «МИСиС»).
С 1931 года по 1938 год работает начальником закладочного цеха и заместителем главного инженера, а также управляющим шахтой «Коксовая». С 1936 года член ВКП(б). С 1938 по 1940 год главный инженер комбината «Кузбассуголь» и директор Кузнецкого научно-исследовательского угольного института. С 1940 по 1941 год — управляющий трестом «Донбассантрацит».
С 1941 по 1942 год — начальник 6-го строительного района 8-й сапёрной армии (Южный фронт).
В 1942 году — главный инженер по восстановлению Подмосковного бассейна.
В 1943 году — управляющий трестом «Сталиногорскуголь».
С 1943 года по январь 1946 года — начальник комбината «Свердловуголь».
С января 1946 года по декабрь 1948 года — заместитель народного комиссара — министра угольной промышленности Восточных районов СССР (В. В. Вахрушева).
С декабря 1948 года — 1-й заместитель министра угольной промышленности СССР.
В 1954 году — 1-й заместитель Министра угольной промышленности СССР.
С 1954 по май 1957 года — Министр угольной промышленности Украинской ССР.
С 21 января 1956 года по 15 марта 1966 года — член ЦК КП Украины.
С 31 мая 1957 года по 1960 год — председатель Совнархоза Ворошиловградского (Луганского) экономического административного района.
С 1960 по март 1961 года — заместитель председателя Украинского Совнархоза.
С марта 1961 года по 1963 год — председатель Украинского Совнархоза.
С 31 октября 1961 года по 29 марта 1966 года — кандидат в члены ЦК КПСС.
С 1962 года — доктор технических наук.
С 1966 года — профессор.
С 1963 по 1965 год — заместитель председателя Государственного комитета по топливной промышленности СССР.
С 1965 года — 1-й заместитель директора Института горного дела имени А. А. Скочинского.
Избирался депутатом Верховного Совета СССР VI созыва.
Умер 24 октября 1989 года в Москве. Похоронен на Кунцевском кладбище.

## Награды и звания
- два ордена Ленина (20.10.1943)
- орден Октябрьской Революции (19.12.1978)
- три ордена Трудового Красного Знамени (в том числе 21.02.1942; 02.01.1959)
- медали
- Знак «Шахтёрская слава» всех степеней
- Заслуженный деятель науки и техники РСФСР (1969)